# 伪石榴碱
伪石榴碱是一种含氮有机化合物，化学式C
9H
15NO，属于生物鹼，存在于石榴（Punica granatum）的根皮中，同时还含有石榴碱、异石榴碱和甲基石榴碱。